# Parti communiste maoïste (Turquie – Kurdistan du Nord)
 (juin 2020).
Si vous disposez d'ouvrages ou d'articles de référence ou si vous connaissez des sites web de qualité traitant du thème abordé ici, merci de compléter l'article en donnant les références utiles à sa vérifiabilité et en les liant à la section « Notes et références ».
Pour les articles homonymes, voir Parti communiste maoïste et Parti communiste de Turquie.

Drapeau du Parti communiste maoïste.

Le Parti communiste maoïste (Turquie – Kurdistan du Nord) (MKP, en turc : Maoist Komünist Partisi / Türkiye – Kuzey Kürdistan), en forme courte Parti communiste maoïste, est une organisation rebelle maoïste en Turquie.
Le MKP est doté d'une branche armée dénommée Halk Kurtuluş Ordusu (HKO, « Armée populaire de libération »). Le MKP est issu du Parti communiste de Turquie (marxiste-léniniste), une scission de 1994 du Parti communiste de Turquie/marxiste-léniniste. Il a pris le nom de Parti communiste maoïste de la Turquie et du Kurdistan du Nord en 2002, après avoir été reconnu comme section du Mouvement révolutionnaire internationaliste[réf. nécessaire] .

## Désignation comme organisation de terroriste
L'organisation est classée parmi les douze organisations terroristes actives en Turquie à partir de 2007 par le gouvernement turc.